# Na Sang-ho
Na Sang-ho (en coreano: 나상호; Damyang, Jeolla del Sur, 12 de agosto de 1996) es un futbolista surcoreano que juega en la demarcación de delantero para el F. C. Machida Zelvia de la J1 League.

## Selección nacional
Tras jugar en la selección de fútbol sub-20 de Corea del Sur y en la sub-23, finalmente hizo su debut con la selección absoluta el 17 de noviembre de 2018 en un encuentro amistoso contra Australia que finalizó con un resultado de empate a uno tras los goles de Massimo Luongo para Australia, y de Hwang Ui-jo para Corea del Sur.
Fue uno de los 23 elegidos por el seleccionador Paulo Bento para disputar la Copa Asiática 2019, aunque a última hora causó baja por lesión.

### Participaciones en Copas del Mundo
| Mundial                        | Sede  | Resultado        | Partidos | Goles |
| ------------------------------ | ----- | ---------------- | -------- | ----- |
| Copa Mundial de Fútbol de 2022 | Catar | Octavos de final | 2        | 0     |

## Clubes
| Club                    | País          | Año       | Partidos | Goles |
| ----------------------- | ------------- | --------- | -------- | ----- |
| Gwangju F. C.           | Corea del Sur | 2017-2019 | 52       | 18    |
| F. C. Tokyo             | Japón         | 2019-2020 | 33       | 3     |
| Seongnam F. C. (cedido) | Corea del Sur | 2020      | 22       | 7     |
| F. C. Seoul             | Corea del Sur | 2021-2023 | 109      | 30    |
| F. C. Machida Zelvia    | Japón         | 2024-     | 51       | 9     |

## Palmarés

### Campeonatos internacionales
| Título                                | Club                                        | País          | Año  |
| ------------------------------------- | ------------------------------------------- | ------------- | ---- |
| Fútbol en los Juegos Asiáticos        | Selección de fútbol sub-23 de Corea del Sur | Indonesia     | 2018 |
| Campeonato de Fútbol del Este de Asia | Selección de fútbol de Corea del Sur        | Corea del Sur | 2019 |